# 太平洋油鰻
太平洋油鰻，又稱狡油鰻，為輻鰭魚綱鰻鱺目糯鰻亞目蛇鰻科的其中一種，分布於東太平洋區，從美國加州南部至秘魯海域，棲息深度1-12公尺，體長可達46公分，棲息在沙泥底質海域，屬肉食性，生活習性不明。